# Manuel Noriega
Pour les articles homonymes, voir Noriega.
Manuel Antonio  Noriega Moreno, né le 11 février 1934 (la date de naissance officielle n'est cependant toujours pas confirmée — les dates avancées restent le mois de janvier, de l'année 1934, 1936 ou 1938) et mort incarcéré dans son pays le 29 mai 2017, est de facto le chef de la république du Panama entre 1983 et 1989, date à laquelle il est chassé du pouvoir par les États-Unis lors de l'invasion du pays.
Il accède aux sphères du pouvoir en 1968 par un coup d'État orchestré avec Omar Torrijos. Après la mort de ce dernier en 1981, Noriega devient le nouvel homme fort du Panama en tant que chef des forces armées, position qu'il occupe de 1983 à 1989. 
Dès les années 1950 jusqu'à avant l'invasion américaine, Noriega collabore étroitement avec la Central Intelligence Agency (CIA). Le général panaméen est l'une des sources de renseignement les plus précieuses du pays, ainsi que l'un des principaux vecteurs d'armes, d'équipements militaires et d'argent illicites destinés aux forces de contre-insurrection soutenues par les États-Unis en Amérique centrale et du Sud. Il est également un important trafiquant de cocaïne, ce que ses collègues du renseignement américain savaient depuis plusieurs années mais n'ont pas réussi à appréhender en raison de sa capacité à couvrir les opérations militaires en Amérique latine.
Durant les années 1980, il exerce le pouvoir sans avoir constitutionnellement le titre de chef de l'État.  Détenu aux États-Unis pour trafic de drogue et blanchiment, il est condamné par contumace pour meurtres au Panama.
En 2017, il subit une intervention chirurgicale pour retirer une tumeur bénigne située dans son cerveau. En raison de son état de santé délicat, les autorités panaméennes l'avaient assigné à résidence à l'hôpital. Il est décédé à l'âge de 83 ans. 

## Biographie

### Naissance et débuts
Originaire d'un quartier pauvre de Panama, il postule à une école de médecine, mais, du fait d'une priorisation des places pour les enfants issus des classes supérieures, il est refusé. Par le biais d'un ami, il rentre à l'école militaire de Chorrillos, située au Pérou. En 1962, il quitte l'école et rejoint la garde nationale. Quelques mois plus tard, en garnison à Colón, il obtient le grade de sous-lieutenant et  rencontre Omar Torrijos, qui le nomme à la branche renseignement des forces publiques du panama, le futur G2. Il a également reçu une formation de renseignement et de contre-espionnage à l'École militaire des Amériques à la base militaire américaine de fort Gulick au Panama, en 1967, ainsi qu'un cours spécialisé dans les opérations psychologiques (psyops) à fort Bragg (Caroline du Nord). La même année, il est recruté par la CIA  pour laquelle il travaillera jusque dans les années 1980.

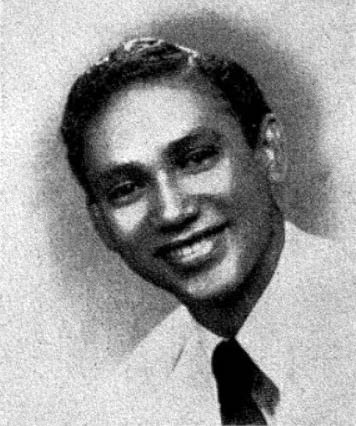
Photo prise de Noriega étant encore sur ses études avant de rejoindre la garde nationale.

En 1968, il participe activement au coup d'État organisé par Torrijos en coupant la radio et le téléphone dans la province de Chiriquí, le bastion du président en poste, Arnulfo Arias. Il est ensuite promu à la tête du G2. Il utilise sa position pour éliminer de nombreux opposants, comme le prêtre Hector Gallego (en). 
Il joue notamment un rôle d'agent double, en fournissant non seulement des informations aux États-Unis, mais également à Cuba. Il ira jusqu'à vendre des informations à plus d'une dizaine de pays en même temps, tels que le Nicaragua, Taïwan, la France, Israël, ou encore le Royaume-Uni. 
En 1976, un rapport américain du Ministère de la Défense le présente comme le potentiel futur dirigeant du Panama.

### Homme de la CIA et personnalité de plus en plus incontournable
Le dirigeant du Panama Omar Torrijos meurt dans un accident d'avion en 1981, et Noriega tire vite profit des luttes de pouvoir qui en résultent. Nommé à la tête de la garde nationale en 1983, il représente de 1983 à 1989 une personnalité incontournable pour tous les présidents panaméens successivement au pouvoir. 
Il amasse une fortune personnelle s'élevant à 15 millions de dollars en participant au trafic de cocaïne, notamment en coopérant avec le Cartel de Medellìn. En 1984, il intervient durant les élections en faveur de son candidat. Il permet aux États-Unis de créer des postes d'écoutes au Panama et facilite les livraisons d'armes aux Contras, des paramilitaires anticommunistes au Nicaragua.
L'administration Reagan intervient pour empêcher le Congrès d’enquêter sur des allégations portant sur l'assassinat d'un opposant.
En septembre 1984, son principal opposant, Hugo Spadafora, se confie à propos du dictateur dans le principal journal d'opposition, La Prensa. L'article résonne dans tout le Panama, et l'affaire prend même une tournure internationale.
Il rencontre ensuite Steven Kalish, un trafiquant notoire, et lui permet de blanchir de 25 à 30 millions de dollars.
Grâce à sa collaboration avec les cartels, Noriega amasse 350 millions de dollars : il s'achète alors des propriétés dans le monde entier.

Le 17 septembre 1985, le corps de Spadafora, décapité et mutilé, est retrouvé dans un sac postal dans une rivière du Costa Rica.

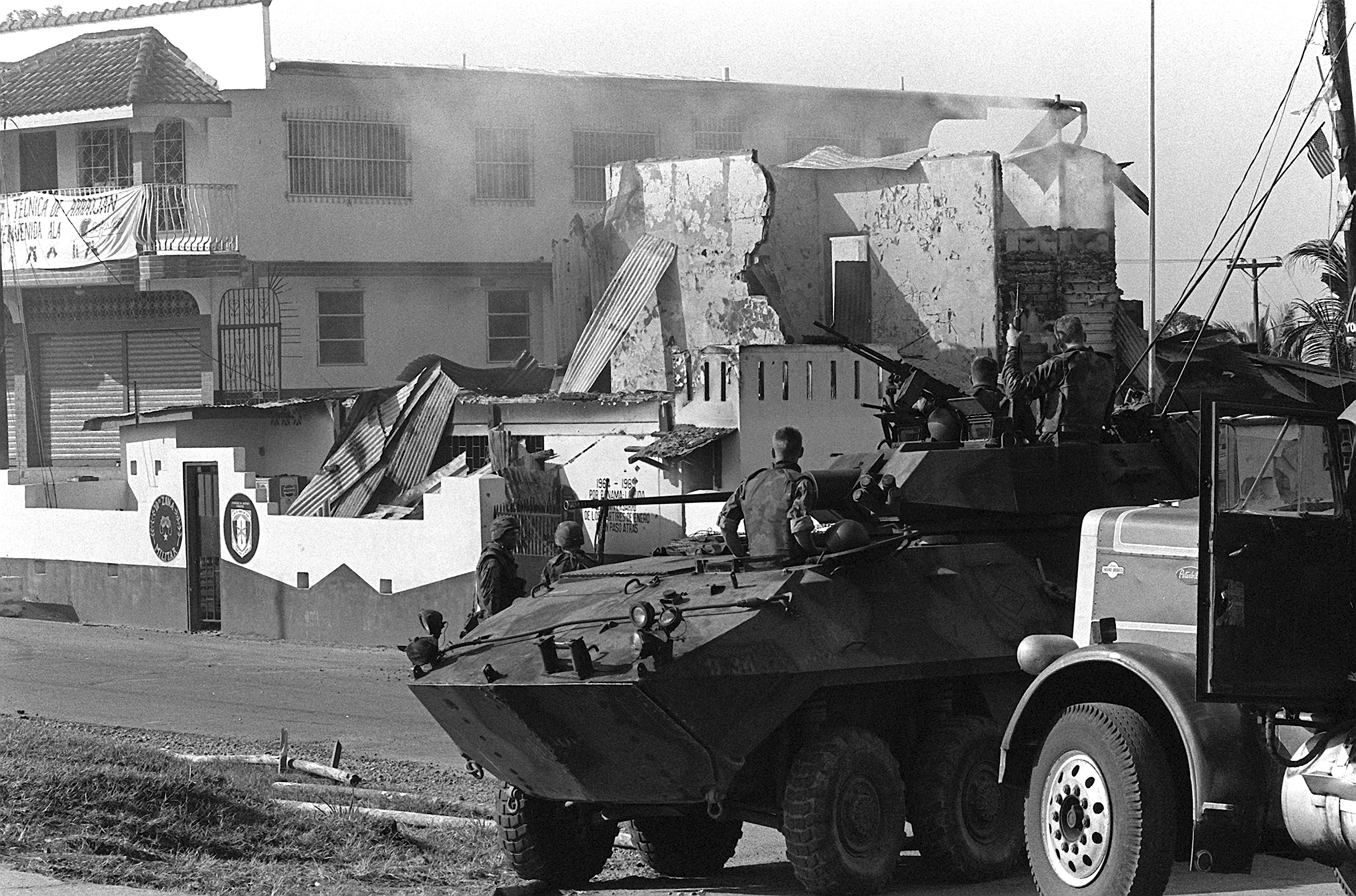
LAV-25 de l'USMC devant les ruines d'un bâtiment des forces de défense du Panama le 20 décembre 1989.

En 1987, Manuel Noriega est l'homme fort du Panama, dont il est dirigeant de fait. Il bénéficie du soutien des États-Unis et de bien d'autres pays. Il est ainsi fait commandeur de la Légion d'honneur par François Mitterrand le 22 janvier 1987, sur proposition du ministère des Affaires étrangères du gouvernement Chirac,. 
Il est lâché par les États-Unis en 1987 et une cour américaine l'accuse de trafic de drogue et de racket en 1988. Le sous-comité du Sénat américain sur le terrorisme, les stupéfiants et les opérations internationales conclut[réf. nécessaire] alors que « la saga au Panama du général Manuel Antonio Noriega représente l'un des échecs les plus graves de la politique étrangère des États-Unis… Il est clair que chaque agence gouvernementale américaine qui avait une relation avec Noriega a fermé les yeux sur sa corruption et au trafic de drogue, alors même qu'il était en train de devenir un acteur clé au nom du cartel de Medellin (dont un des membres est le notoire Pablo Escobar). « Noriega a été autorisé à établir la première narcokleptocratie de l'hémisphère » .
En plus de son rôle d'agent double, il est soupçonné d'avoir vendu des armes aux guerilleros pro-communistes d'Amérique latine et au gouvernement sandiniste dès la fin des années 1970, les services de renseignement militaires américains tentant de l'espionner à partir de 1981, ignorant les activités de la CIA et vice-versa tandis que Noriega lui, tentait d'infiltrer les unités de renseignement américains au Panama.
Les relations avec Washington se détériorent encore plus à la suite de l'annulation de l'élection présidentielle de mai 1989 et de l'auto-désignation de Noriega en tant que président. Celui-ci déclara alors « l'état de guerre » envers les États-Unis.

### Invasion de Panama et arrestation

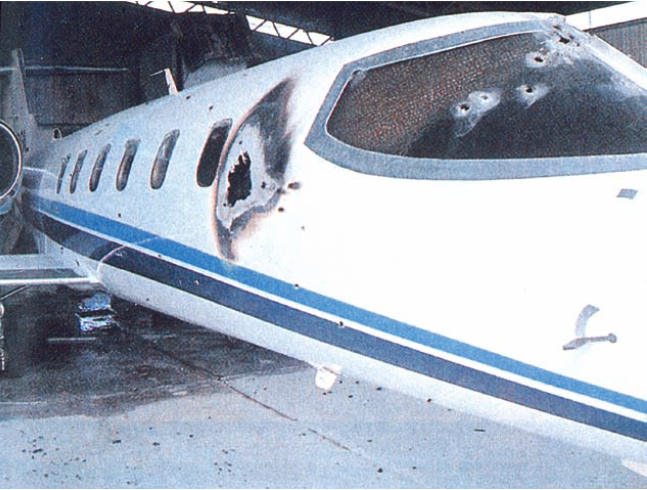
L'avion d'affaires privé de Noriega, un Learjet 35, est détruit par un AT4 des SEALS le 20 décembre 1989. L'ordre initial était de le neutraliser avec le minimum de dommages.

Le président américain George H. W. Bush prit alors pour prétexte l'exécution d'un soldat américain par des soldats panaméens pour ordonner l'invasion de Panama le 20 décembre 1989, dans le cadre de l'opération Just Cause. Les pertes militaires des deux côtés furent minimes, mais elles entraînèrent plusieurs centaines de morts civiles et l'exode d'au moins 20 000 personnes. Après enquête, la Commission pour la défense des droits de l'homme en Amérique centrale estime entre 2 500 et 3 000 le nombre de civils tués, tandis que la Commission pour la défense des droits de l'homme au Panama estime ce nombre à au moins 3 500.
Human Rights Watch a estimé beaucoup moins à 300 morts civils lors de l'invasion, tandis que les Nations unies ont estimé à 500 morts civils,. Les chiffres estimant des milliers de victimes civiles ont été largement rejetés au Panama. Human Rights Watch a décrit la réaction de la population civile panaméenne à l'invasion comme « généralement sympathique ».
Les États-Unis collectèrent des informations décisives pour traquer Manuel Noriega par l'intermédiaire de l'entreprise Crypto AG à laquelle le Panama s'en était remis pour ses communications confidentielles. Réfugié dans la nonciature de Panama (en), Manuel Noriega se rendit le 3 janvier 1990 après un siège de plusieurs jours sous le vacarme assourdissant de musique rock selon un schéma de mise en œuvre de musique dans les opérations psychologiques. Il accepte de se rendre notamment grâce aux actions d'une agent de la DIA, Martha Duncan.
Le 29 décembre 1989, par 75 voix contre 20 et 40 abstentions, l’Assemblée générale de l’ONU condamna l'invasion du Panama.

### Poursuites judiciaires
Son procès a donné lieu à un certain nombre d'interrogations concernant l'importance des liens entre Manuel Noriega et la CIA alors que les documents du gouvernement américain soumis à la cour de Miami en audiences préliminaires en 1991-92 confirmaient que Manuel Noriega a été payé (au moins) 320 000 $ par le gouvernement américain pour services rendus, ainsi que ses liens avec quelques figures clés de l'administration Reagan et Bush, ayant permis la fourniture d'armes aux rebelles Contras au Nicaragua payées avec les bénéfices de la vente de drogue du cartel de Medellin. La plupart de ces questions n'a pas encore reçu de réponses précises.
Manuel Noriega fut condamné en 1992 à 40 ans de prison ferme. Sa peine fut ensuite ramenée à 30 ans, puis réduite à 17 ans pour bonne conduite. Il vivait jusqu'en avril 2010 (avant son extradition en France) dans une prison de Floride, où il se convertit à l'évangélisme Born again en 1992.
Il aurait dû être libéré le 9 septembre 2007, mais son extradition a été réclamée par le Panama et la France, où une enquête pour trafic de drogue était ouverte depuis 1989.
La fortune de Manuel Noriega a été évaluée à près de 60 millions d'euros par les autorités américaines, lors de son procès à Tampa en 1992[réf. nécessaire].

### Détention en France

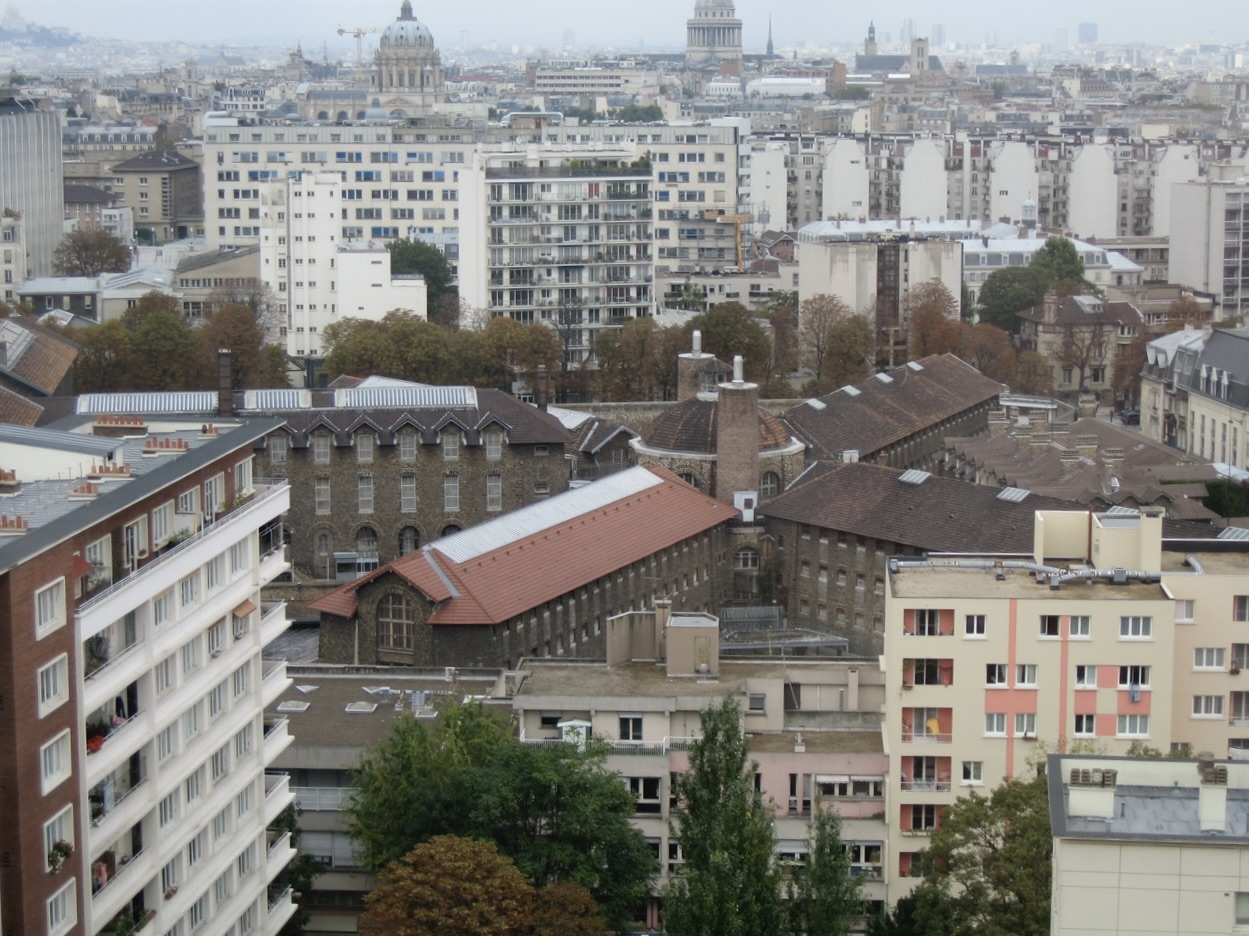
Noriega a été incarcéré à la prison de la Santé, à Paris.

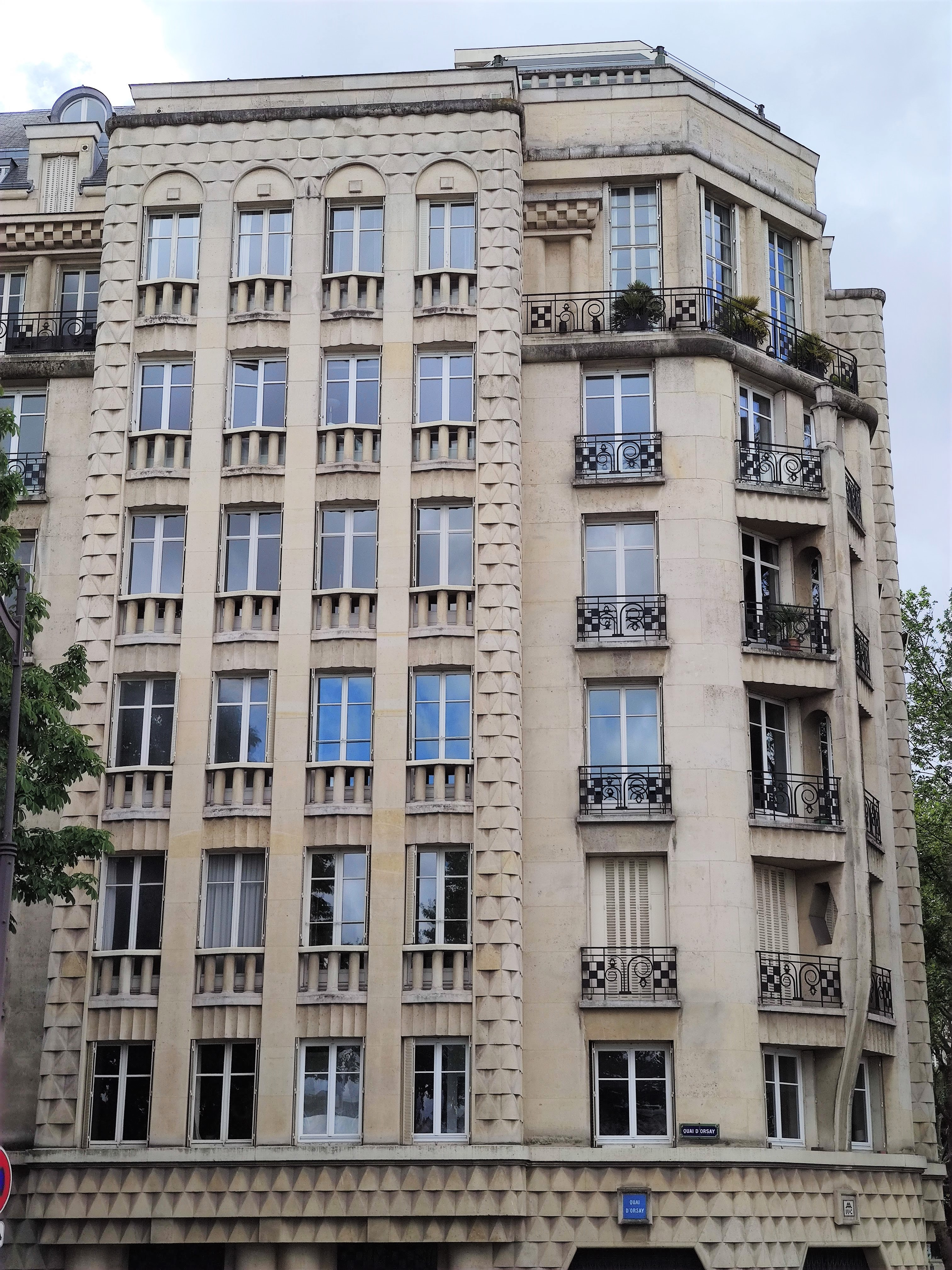
L'immeuble du quai d'Orsay dans lequel le dictateur panaméen possédait un appartement.

Manuel Noriega est condamné par contumace en France en 1999 à dix ans d'emprisonnement pour blanchiment d'argent et à une amende de 75 millions de francs français de l'époque à la suite d'un ordre d'extradition signé le 17 juillet 2007 ; il est également condamné au Panama à deux peines de vingt ans de prison pour le meurtre de deux opposants politiques : Hugo Spadafora, en 1985, et le commandant Moises Giroldi (en), en 1989.
Alertée, en 1989, par les services américains qui enquêtaient sur le recyclage de l'argent de la drogue, la direction nationale du renseignement et des enquêtes douanières (DNRED) avait signalé à la justice le fonctionnement de comptes bancaires ouverts en France par Manuel Noriega et plusieurs de ses proches. 
Dès 1986, des sommes importantes ont, en effet, été déposées par le clan Noriega, sa femme, deux de ses filles et les ambassadeurs du Panama en France et en Grande-Bretagne, ainsi que par le consul général de Panama à Marseille sur des comptes ouverts à la BNP, au CIC, au Crédit lyonnais et au Banco do Brasil. À Marseille, sa fille Sandra exerçait les fonctions de consul général de Panama.
Un juge a gelé tous les avoirs de l'ancien dictateur, soit plusieurs dizaines de millions de francs, et a découvert que la famille Noriega avait également investi dans l'achat de trois appartements dans les beaux quartiers de Paris : quai d'Orsay pour environ 5,4 millions de francs, quai de Grenelle et rue de l'Université.
Déposées sur un compte panaméen de la Bank of Credit and Commerce International, les sommes versées à Manuel Noriega par les chefs du cartel de Cali transitaient ensuite par Londres et Paris pour être, enfin, réparties au Luxembourg, en Suisse et en Autriche. 
Le mandat d'arrêt international lancé, le 8 novembre 1996 par le juge Fiévet contre l'épouse de l'ancien dictateur, suspectée d'avoir participé au blanchiment de l'argent, est toujours en cours.
Il a été extradé le 26 avril 2010 vers la France. Noriega est alors incarcéré à la prison de la Santé, à Paris.
Le 7 juillet 2010, il est condamné par le tribunal correctionnel de Paris à une peine de 10 ans de prison et une amende de 75 millions de francs pour blanchiment d'argent issu de la drogue, ses avocats maître Olivier Metzner et maître Yves Leberquier, insistant sur l'aspect politique de ce procès, sur l'immunité de son client à l'époque des faits par ailleurs prescrits, à son passé d'agent rémunéré par la CIA, assortie de la confiscation de 2,3 millions d'euros, plus un million d'euros de réparations à l'État du Panama, partie civile. Il était libérable en 2011.

### Extradition puis emprisonnement au Panama et mort
Le 2 août 2011, un décret d'extradition vers le Panama a été notifié à Manuel Noriega par les autorités françaises. Il est extradé par la France à destination de son pays le 11 décembre 2011. Il y est immédiatement emprisonné dans le cadre d'accusations de violation des droits de l'homme.
En 2017, les autorités panaméennes l’autorisent à se faire hospitaliser pour se faire opérer d’un méningiome ; à la suite de cette opération réalisé le 7 mars, il doit subir une trachéotomie et tombe dans le coma. Noriega meurt sans avoir repris connaissance dans la nuit du 29 au 30 mai 2017.

## Culture populaire
Noriega fait une apparition dans deux missions du jeu vidéo Call of Duty: Black Ops II , dans lequel il collabore un premier temps avec la CIA pour capturer l'antagoniste principal du jeu, et un deuxième où il trahit les États-Unis. Par conséquent, l'ancien dictateur intente en 2014 un procès contre Activision pour avoir utilisé son image et son nom sans permission, réclamant des dommages et intérêts. Le tribunal donne finalement raison à Activision, le premier amendement de la Constitution des États-Unis protégeant toute œuvre de l'esprit.
Manuel Noriega est surnommé au Panama Cara de piña « Face d'ananas » du fait de la peau de son visage fortement grêlée.
Le rappeur américain N.O.R.E., ou Noreaga, tient son pseudonyme de Manuel Noriega.

### Documentaire
- Manuel Noriega | Dictateurs, mode d'emploi, Arte, 2022.